# Contea di Iowa (Wisconsin)
La contea di Iowa (in inglese, Iowa County) è una contea dello Stato del Wisconsin, negli Stati Uniti. La popolazione al censimento del 2000 era di 22 780 abitanti. Il capoluogo di contea è Dodgeville.

## Località

### Città
- Dodgeville (capoluogo)
- Mineral Point

### Villaggi
- Arena
- Avoca
- Barneveld
- Blanchardville (in parte nella Contea di Lafayette)
- Cobb
- Highland
- Hollandale
- Linden
- Livingston (in parte nella Contea di Grant)
- Montfort (in parte nella Contea di Grant)
- Muscoda in parte nella Contea di Grant)
- Rewey
- Ridgeway

### Town
- Arena
- Brigham
- Clyde
- Dodgeville
- Eden
- Highland
- Linden
- Mifflin
- Mineral Point
- Moscow
- Pulaski
- Ridgeway
- Waldwick
- Wyoming